# Nevi Ghebremeskez
Nevi Ghebremeskez – erytrejski piłkarz, grający na pozycji obrońcy.

## Kariera piłkarska

### Kariera klubowa
W 2011 podpisał kontrakt z południowoaustralijskim Western Strikers SC. Po pół roku przeniósł się do White City Woodville. W 2013 przeszedł do Adelaide Cobras FC.

### Kariera reprezentacyjna
W 2009 debiutował w narodowej reprezentacji Erytrei. Łącznie rozegrał 3 mecze.